# ペルーアンチョビ
ペルーアンチョビ (学名:Engraulis ringens, 英語: Peruvian anchoveta) はカタクチイワシ科の魚。別名アンチョベータ、ペルーカタクチイワシ。ペルー産アンチョビと呼ばれることもある。
ペルーアンチョビは太平洋南東部の浮游性魚 (pelagic fish) であり、ペルーやチリの沖で獲れる。成魚になるのは生後およそ6か月であり、体長は8センチメートルになる。寿命は最大で4年ほどで、体長20センチメートルに達する。主なエサは植物プランクトンであるが、小さな動物プランクトン (zooplankton) や仔魚を食べることもある。
1960年代後期には数多くいたが、1972年のエルニーニョで大いに減少した。比較的冷たいペルー海流に暖かい海流が乗り上げることにより、サーモクラインの位置が深くなり、植物プランクトンの量が減ったためだった。そのため、漁獲量も減った。
1980年代中ごろには、1960年代並みに生息数が復活した。ペルーで取れるペルーアンチョビのほとんどは非食用の魚粉にされる。ペルー産の魚粉は世界でも高品質であるとされる。

## ペルーアンチョビとアンチョビの違い
ペルーアンチョビも広義にはアンチョビの一種であるが、米国で売られるアンチョビの缶詰の多くはモロッコ産であり、その材料はヨーロッパカタクチイワシである。モロッコ産の缶詰は普通、骨と皮は取り除いてあり、塩味も強烈である。
一方、ペルーで売られるペルーアンチョビの缶詰は、ほぼ丸のままの魚が使われ、塩味も薄い。米国のサーディンの缶詰の作り方に近い。しかしながら、アンチョビ独特の風味が備わっている。

## ペルー経済、世界経済におけるペルーアンチョビ
ペルーでは全漁獲高の90%以上をペルーアンチョビとマイワシで占めており、特にペルーアンチョビは1994年時点で79%である。そのほとんどが非食糧用途の魚粉に加工されている。ペルーの主要輸出品は鉱物とペルーアンチョビであるため、エルニーニョなどの気象変動による漁業不振がペルー経済に与える影響は大きい。ペルー政府は2008年から、ペルーアンチョビ保護のための禁漁政策を取っている。
一方、ペルーの漁獲高は世界でも有数であり、1994年時点で世界第2位である。この多くが輸出に回されており、1993年のペルーの水産物輸出量は、数量では世界第1位、金額でも世界19位であった。このため、ペルー産のペルーアンチョビが世界経済に与える影響も大きく、1970年代のエルニーニョによる漁獲量減少の際には世界的なタンパク質供給量に影響を与えるほどだった。